# Sterbekasse Evangelischer Freikirchen
Die Sterbekasse Evangelischer Freikirchen ist eine deutsche Sterbekasse. Die Kasse hat ca. 15.000 Mitglieder. Sie entstand 2002 aus der Fusion der Sterbekasse Evangelisch-Freikirchlicher Gemeinden VVaG mit der Beerdigungskasse der Evangelisch-methodistischen Kirche. Die Sterbekasse Evangelisch-Freikirchlicher Gemeinden wurde 1896 als Umlagekasse der Baptisten in Berlin gegründet, die Beerdigungskasse der Evangelisch-methodistischen Kirche entstand kurz nach dem Ende des Zweiten Weltkriegs. 
Die Sterbekasse verantwortet eine Versicherungssumme von ca. 38,6 Mio. €. Die hieraus entstehenden Finanzrücklagen werden unter anderem verwendet, um Gemeinden und diakonischen Einrichtungen Baudarlehen zu gewähren.
Der Bund Freikirchlicher Pfingstgemeinden ist Kooperationspartner der Sterbekasse.

## Einzelbelege
1. ↑  http://www.sterbekasse-berlin.de/ueberuns/geschaeftsbericht-2011/index.html@1@2Vorlage:Toter+Link/www.sterbekasse-berlin.de+(Seite+nicht+mehr+abrufbar,+festgestellt+im+Mai+2019.+Suche+in+Webarchiven) Datei:Pictogram+voting+info.svg Info:+Der+Link+wurde+automatisch+als+defekt+markiert.+Bitte+prüfe+den+Link+gemäß+Anleitung+und+entferne+dann+diesen+Hinweis.